# Apeadeiro de Portuzelo
O Apeadeiro de Portuzelo foi uma infraestrutura da Linha do Douro que servia a localidade de Portuzelo, no município de Baião, em Portugal.

## História
Esta interface encontrava-se no lanço da Linha do Douro entre Juncal e Régua, que abriu à exploração em 15 de Julho de 1879.
Um despacho de 6 de Janeiro de 1949 da Direcção Geral de Caminhos de Ferro aprovou um projecto da Companhia dos Caminhos de Ferro Portugueses para aditamento ao indicador geral do serviço das estações e apeadeiros, relativo ao encerramento do Apeadeiro de Portuzelo.
Foi oficialmente eliminado da rede ferroviária em 20 de Outubro de 2011.